# Communauté de communes de Balbigny

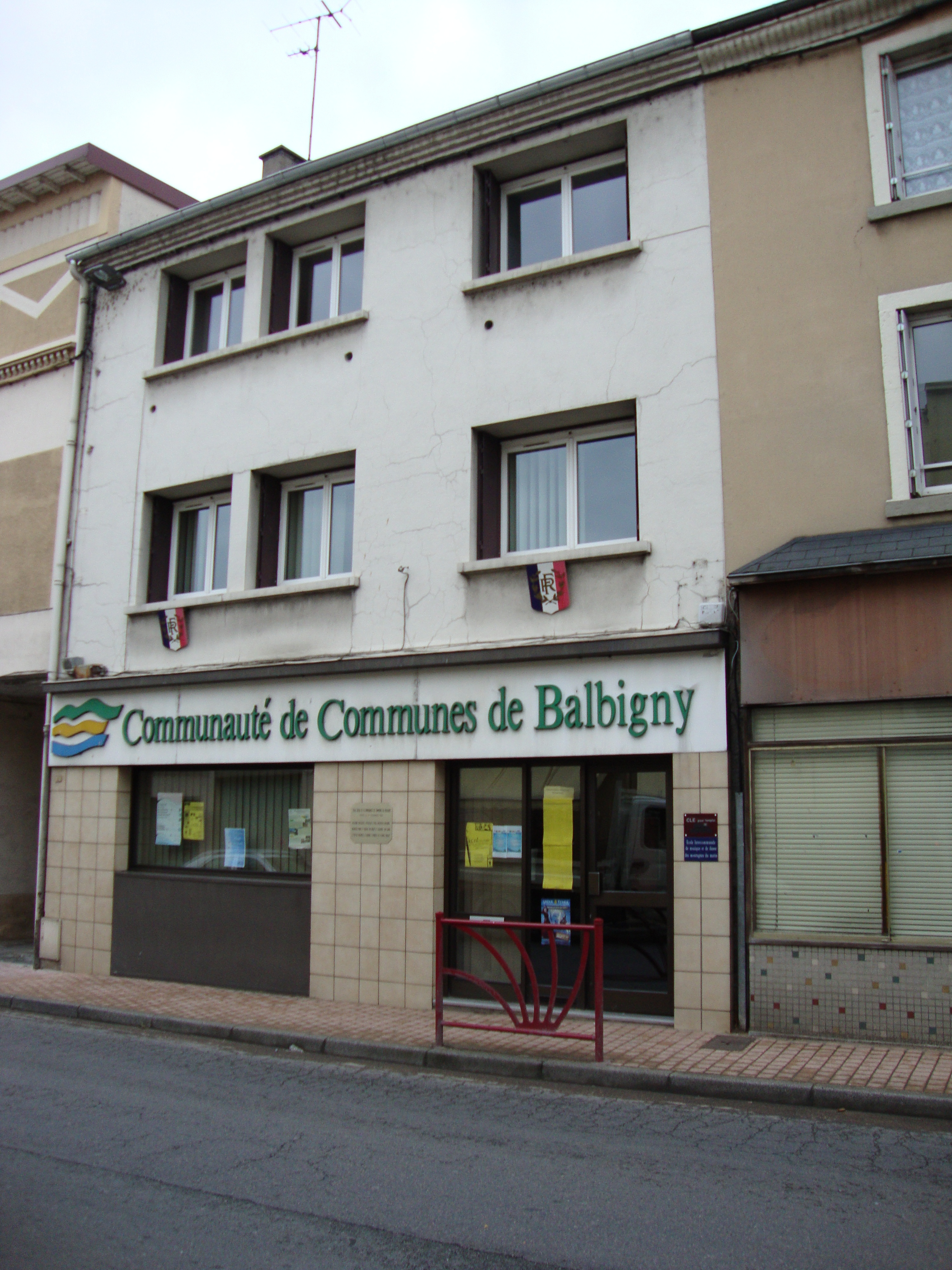
Maison de la Communauté de Communes de Balbigny à Balbigny.

La communauté de communes de Balbigny est une ancienne communauté de communes française, située dans le département de la Loire en région Auvergne-Rhône-Alpes. Son siège social se situe à Balbigny.

## Historique
Les communes de la communauté de communes de Balbigny ont l'habitude de coopérer et de mener des projets ensemble en groupement de communes depuis de longues années. Cette coopération intercommunale a pris de l’ampleur à travers la mise en place de deux syndicats préexistants :
Le SICMMAT, syndicat intercommunal des Montagnes du matin, créé en 1979, regroupait 32 communes. Il a mené des actions en matière d’habitat, de commerce et artisanat, de tourisme, de culture, d'aménagement de l’espace rural. Il a été dissous courant 2005. Ce syndicat a permis de donner naissance à trois communautés de communes : 
- Communauté de communes de Balbigny,
- Communauté de communes des Collines du matin,
- Communauté de communes de Feurs en Forez.

Le SIVU de Bois Vert, créé par arrêté préfectoral du 15 novembre 1991, regroupe les communes de Balbigny, Bussières, Épercieux-Saint-Paul, Mizérieux, Néronde, Nervieux, Pinay, Pouilly-lès-Feurs, Sainte-Agathe-en-Donzy, Sainte-Colombe-sur-Gand, Saint-Cyr-de-Valorges, Saint-Jodard, Saint-Marcel-de-Félines et Violay. Il a pour objet de promouvoir la création d'activités industrielles et artisanales des communes adhérentes. 
Il est dissous de plein droit en décembre 1993, lors de la création de la communauté de communes de Balbigny, qui se substitue à lui.
À la suite des délibérations concordantes des communes qui la composent, la communauté de communes de Balbigny est créée par arrêté préfectoral du 27 décembre 1993 et entre en vigueur le 1er janvier 1994.

## Communes
| Nom                     | Code Insee | Gentilé        | Superficie (km2) | Population (dernière pop. légale) | Densité (hab./km2) |
| ----------------------- | ---------- | -------------- | ---------------- | --------------------------------- | ------------------ |
| Balbigny (siège)        | 42011      | Balbignois     | 16,98            | 2 962 (2014)                      | 174                |
| Bussières               | 42029      | Bussiérois     | 16,76            | 1 593 (2014)                      | 95                 |
| Épercieux-Saint-Paul    | 42088      | Sparcirots     | 7,92             | 688 (2014)                        | 87                 |
| Mizérieux               | 42143      | Mizérois       | 7,01             | 427 (2014)                        | 61                 |
| Néronde                 | 42154      | Nérondois      | 8,57             | 466 (2014)                        | 54                 |
| Nervieux                | 42155      | Nervieuxins    | 19,44            | 965 (2014)                        | 50                 |
| Pinay                   | 42171      | Pinayons       | 6,62             | 274 (2014)                        | 41                 |
| Saint-Cyr-de-Valorges   | 42213      |                | 9,91             | 309 (2014)                        | 31                 |
| Sainte-Agathe-en-Donzy  | 42196      | Saint-Agathois | 3,39             | 121 (2014)                        | 36                 |
| Sainte-Colombe-sur-Gand | 42209      | Colombins      | 13,56            | 437 (2014)                        | 32                 |
| Saint-Jodard            | 42241      | Gildariens     | 6,65             | 455 (2014)                        | 68                 |
| Saint-Marcel-de-Félines | 42254      | Félinois       | 22,43            | 822 (2014)                        | 37                 |
| Violay                  | 42334      | Violaysiens    | 27,07            | 1 275 (2014)                      | 47                 |

## Compétences
La communauté de communes exerce les compétences suivantes : 
- Développement économique : gestion des zones d'activités intercommunales, accompagnement des porteurs de projets.
- Aménagement de l'espace : programme local de l'habitat, charte intercommunale, participation aux contrats de développement avec la région (contrat globaux de développement / contrats de pays), ou le département (contrat territorial).